# Níger en los Juegos Olímpicos de Atlanta 1996
Níger estuvo representado en los Juegos Olímpicos de Atlanta 1996 por tres deportistas, dos hombres y una mujer, que compitieron en atletismo.
El portador de la bandera en la ceremonia de apertura fue el atleta Abdou Manzo. El equipo olímpico nigerino no obtuvo ninguna medalla en estos Juegos Olímpicos.